# Wattepusten
Wattepusten (oder Watteblasen) ist ein bei Kindergeburtstagen und anderen geselligen Veranstaltungen beliebtes Spiel, bei dem in seiner originären Form ein Wattebausch durch die Atemluft zwischen zwei oder mehr Parteien hin- und hergetrieben wird.

## Spielgedanke
Entsprechend dem zugrundeliegenden Spielgedanken „Spielend sich messen“ wird das Wattepusten von der Spielpädagogik spielsystematisch der Gattung der Wettspiele zugeordnet und je nach Ordnungsprinzip, etwa nach Indoorspielen, Partyspielen oder Gesellschaftsspielen, weiter unterteilt. Es geht bei dem Spiel darum, in einem Pustewettkampf zweier Parteien einen Wattebausch mittels seiner Atemluft über eine festgelegte Ziellinie des jeweiligen Gegners zu treiben. Gewonnen hat, wem dies aufgrund seiner kräftigeren Atemluft und taktischen Geschicklichkeit gelingt, bevor der Spielgegner ihm zuvorkommt.

## Spielerzahl, Spielgerät, Spielfeld
Die Spielerzahl kann je nach Variante aus zwei bis acht Mitspielern bestehen. Altersmäßig gibt es ab etwa vier Jahren aufwärts keine Begrenzung. Als Spielgerät dient ein etwa tischtennisballgroßer Wattebausch und als Spielfeld die Platte eines runden oder mehrkantigen Tisches.

## Spielablauf
Zu Spielbeginn wird der Wattebausch an einer markierten Stelle in der Tischmitte platziert. Die Spielgegner stehen an den gegenüberliegenden Tischseiten und beginnen auf ein Startsignal hin, den Wattebausch auf die andere Seite zu blasen. Gewonnen hat, wem es gelingt, die Watte über die Tischkante des Spielgegners zu treiben. Das Spiel endet mit dem Sieger in vorher ausgehandelten mehreren Durchgängen.

## Varianten
Die Grundform des Spiels lässt sich variantenreich modifizieren, indem die Spielregeln, etwa nach dem zur Verfügung stehendem Spielgelände, nach dem Alter und der Anzahl der Mitspieler oder nach dem gewählten Spielmodus und der Auswertung des Spielergebnisses, nach den Spielwünschen der Spielenden situationsgerecht verändert werden:
- Variation Spielfeld: Als alternatives Spielfeld kann außer der Tischplatte oder einem Tischtennisfeld auch der Fußboden dienen. Auf diesem wird dann ein Spielbereich mit festgelegten Grenzen abgesteckt. Die Spielenden kämpfen in Bauchlage um den Sieg.
- Variation Pustegerät: Als alternative Pusteform können auch Strohhalme eingesetzt werden, mit denen sich die ausgestoßene Atemluft gezielter fokussieren lässt, oder Blockflöten und Trillerpfeifen, mit denen während des Spiels ein ohrenbetäubender Lärm entsteht.
- Variation Spielgerät: Als alternatives Spielgerät ist auch ein Tischtennisball oder ein Luftballon einsetzbar, der rollend bzw. fliegend durch die Atemluft bewegt werden kann.
- Variation Parteien: Das Wattepusten lässt sich von zwei auch auf weitere Personen ausweiten und etwa als Mehrparteienspiel praktizieren. Dazu nehmen die Mitspieler an den vier Seiten des rechteckigen Tisches Aufstellung und kämpfen als vier Parteien jede gegen jede um den Pustesieg.
- Variation Turnier: Beteiligt sich eine größere Anzahl von Mitspielern an dem Spiel, lässt sich Wattepusten auch in Turnierform austragen. Es wird dann eine Rangordnung der Einzelsieger erstellt und nach einer vorher festgelegten Anzahl von Durchgängen ein Endkampf der beiden erfolgreichsten Einzelspieler oder Spielparteien ausgefochten.
- Variation Pfänderspiel: Als Gruppenspiel bietet sich die Variante Pfänderspiel an, bei welcher der Spieler oder die Spielpartei, die den Ball  oder Luftballon passieren lässt, mit einem schwarzen Strich im Gesicht markiert wird und ein Pfand hinterlegen muss, das nach Spielende auszulösen ist.

## Einzelbelege
1. ↑  Astrid Wisser, Birgit Thoenes: Zeitungstanz und Wattepusten. Die schönsten Spiele für Kindergeburtstage. Carlsen. Hamburg  1993.
2. ↑  Siegbert A. Warwitz, Anita Rudolf: Wattepusten, In: Dies.: Vom Sinn des Spielens. Reflexionen und Spielideen. 5. Auflage. Schneider. Baltmannsweiler 2021. S. 57.
3. ↑  Reinhard Strehl: Jahrgang 1936. Spurensuche in einer bösen Zeit. Kindle. Books on Demand. Lüneburg 2016, S. 4.
4. ↑  Astrid Wisser, Birgit Thoenes: Zeitungstanz und Wattepusten. Die schönsten Spiele für Kindergeburtstage. Carlsen. Hamburg  1993.
5. ↑  Siegbert A. Warwitz, Anita Rudolf: Wattepusten, In: Dies.: Vom Sinn des Spielens. Reflexionen und Spielideen. 5. Auflage. Schneider. Baltmannsweiler 2021. S. 59.